# Halfway (Oregón)
Halfway es una ciudad ubicada en el condado de Baker en el estado estadounidense de Oregón. En el año 2000 tenía una población de 337 habitantes y una densidad poblacional de 302.6 personas por km².

## Geografía
Halfway se encuentra ubicada en las coordenadas 44°52′42″N 117°6′38″O / 44.87833, -117.11056.

## Demografía
Según la Oficina del Censo en 2000 los ingresos medios por hogar en la localidad eran de $17,212, y los ingresos medios por familia eran $27,813. Los hombres tenían unos ingresos medios de $23,750 frente a los $13,194 para las mujeres. La renta per cápita para la localidad era de $12,997. Alrededor del 28.3% de la población estaban por debajo del umbral de pobreza.